# 張秀哲
張秀哲（1905年1月19日—1982年2月27日），原名張月澄，台灣台北人，日治時期社會活動家，也是台灣文學家、翻譯家、企業家。

## 生平
世居台北宮前町。張家是台北富戶，在台灣北部和世界許多地方（上海、東京、香港等地都開過分公司）經營煤礦生意，月澄是張聰明先生和（張）葉月女士的獨子。母語是台語的他從小接受台灣傳統漢文和日本語教育，在日本京都讀小學校，台北州立第一中學校（現在建國中學，當時是日系5年制中學男校）卒業后被送到英屬香港（台灣日治時期和戰後初期不少台灣人留學香港，有名的還有陳奇祿等，他自己的兒子超英也在香港讀中學），入讀拔萃男書院（英國基督教會辦的英制中學男校），拔萃男書院畢業后到廣州讀大學本科，先入嶺南大學，與廖仲愷子廖承志同學，后轉中山大學（魯迅當時是教授兼文學系主任兼教務主任）法科政治系，台灣話、廣州話、日語、英語、北京官話等多種語文都通曉而且頗有水平。
他是魯迅的台灣學生裡，往來最密切的1位，《魯迅日記》裡6次寫到他，5次是拜候魯迅先生（1927年2月24日與用名張死光的張深切和又名郭德欽和郭剛軍的郭德金首次拜候），1次是先生給他寫信。送給先生一罐台灣的烏龍茶。
魯迅在1927年4月11日在廣州中山大学給他的譯作《國際勞動問题》（日本淺利順次郎著，譯者署名張月澄）寫的譯本序〈《國際勞動問题》小引〉（收入《而已集》出版時改題〈寫在《勞動問題》之前〉，文字似亦有增訂跟改動，本條目據維基文庫在線版本）說：「張秀哲君是我在廣州才遇見的。我們談了幾回，知道他已經譯成一部《勞動問題》給中國，還希望我做一點簡短的序文。我是不善於作序，也不贊成作序的；況且對於勞動問題，一無所知，尤其沒有開口的資格。我所能負責說出來的，不過是張君於中日兩國的文字，俱極精通，譯文定必十分可靠這一點罷了。」、「但我這回卻很願意寫幾句話在這一部譯本之前，只要我能夠。我雖然不知道勞動問題，但譯者在遊學中尚且為民眾盡力的努力與誠意，我是覺得的。」「我只能以這幾句話表出我個人的感激。但我相信，這努力與誠意，讀者也一定都會覺得的。這實在比無論什麼序文都有力。」
魯迅對照日本語原文審閱了全部譯稿。張秀哲在魯迅的指導和幫助下做文藝工作，並與同在廣州留學的張深切（又名張死光，死光就是激光）、郭德金、林文騰、李友邦等台灣同學組成「廣東台灣學生聯合會」和「台灣革命青年團」，發行機關刊物《台灣先鋒》和《勿忘台灣》雜誌。
1927年2月15日，台灣學生聯合會組織了參觀黃埔陸軍軍官學校的活動，他帶隊，校方送1幅「聯合組織、奮鬥前進」綢幛匾給他們。（石堅平《早期黃埔軍校的參觀訪問制度》）
1927年7月26日在上海被抓捕，被日本駐上海總領事館經日本九州押送到台灣拘禁，1929年被判緩刑釋放。
1930年1月與蔣渭水在台北策劃反鴉片特許運動，向日內瓦國際聯盟拍發的請願電報和向調查團遞交的請願書都由他直接用英文草擬。
1930年到上海，1932年入日本東京帝國大學大學院（日本語稱研究生院為大學院），師從神川彥松（法學博士、教授）讀研究生。
1945年8月15日第二次世界大戰終止，國民政府在10月25日代表盟軍接收台灣，他出任台灣紡織公司（行政長官公署經營）協理，1947年二二八事變后被國民黨特務抓捕關押，家族用盡所有政商關係，還送了鉅款，才讓他免於被殺全身而退，同期被特務抓捕關押的陳炘和林茂生（張陳林三人同樣都是滿懷中華民族意識的日治台灣新文化健將）等難友連尸首都沒有回家，他的長子張超英回憶「他的夢、他的希望，完全的破滅」「他的餘生從此在孤獨的書房度過，不再與外界接觸，也不與家人多說一句話，過著自我封閉的日子」「放出來后就如同廢人一般，連笑都不會笑了」。
1982年2月27日晚上8點張秀哲於台北病逝。日後葬在陽明山公墓。

## 家庭
張秀哲父親張聰明為煤礦業者。
1930年8月10日，經杜聰明、蔣渭水介紹，與彰化甘得中長女甘寶釵結婚，1931年在上海生長女超雄，1933年在日本東京生長男超英，子張超英是中華民國外交官。第一任太太過世之後，1939年8月1日再娶日籍女士吉井正子（戰後改為華名張莉華）為妻。婚後育有2子2女。其子依次為張超峯、張超群；其女依次為張靜惠、張美娜。

## 作品
著有《台灣痛史》、《一個台灣人告訴中國同胞書》（在《民國日報》連載，單行本郭沫若寫序）、《國民政府之外交及外交行政》（日文，1935年在東京出版）、《「勿忘台灣」落花夢》（1947年8月在台北出版，白色恐怖時期曾回收銷毀，2013年由衛城再版）等書。

## 主要參考文獻
- 魯迅，《而已集》
- 張超英口述，陳柔縉執筆，《宮前町九十番地》，時報文化，2006年。
- 張秀哲，《勿忘臺灣落花夢》，新北市：衛城出版，2013年2月27日。

1. 1 2  陳柔縉. . 麥田. 2022: 369–388. ISBN 9786263102385.
2. ↑  林欣誼. . 中時新聞網. 2013-02-28  [2025-07-05] （中文（臺灣））.